# Pommier-de-Beaurepaire
Pour les articles homonymes, voir Pommiers.
Pommier-de-Beaurepaire est une commune française située dans le département de l'Isère en région Auvergne-Rhône-Alpes.
La commune accueille se situe au sud du massif forestier de Bonnevaux qui compte de nombreux étangs, la plupart créés par les moines de l'ancienne abbaye de Bonnevaux dont les ruines sont situées sur le territoire de la commune voisine de Villeneuve-de-Marc.
Les habitants de Pommier-de-Beaurepaire sont dénommés les Pommiérois.

## Géographie

### Situation et description
Commune au territoire très étendu (plus de 19 km2), mais peu peuplée, Pommier-de-Beaurepaire est située dans le nord-ouest du département de l'Isère, au nord de la commune de Beaurepaire.
Cette commune fit partie de la communauté de communes du Territoire de Beaurepaire dont elle hébergeait le siège avant d'être rattachée à la Communauté de communes Entre Bièvre et Rhône.

### Communes limitrophes
|        | Saint-Julien-de-l'Herms | Bossieu  |
| Pisieu | Pommier-de-Beaurepaire  | Faramans |
|        | Saint-Barthélémy        | Pajay    |

### Géologie
La partie septentrional du territoire correspond au plateau de Bonnevaux (ou des Bonnevaux) qui culmine à environ 500 mètres d'altitude au niveau de la commune. À l'instar de son voisin, le plateau de Chambaran, ce relief est constitué d'une base géologique en molasse miocène. Le cailloutis de ce plateau comprend essentiellement des quartzites et autres roches siliceuses très fortement altérées. Dans de plus grandes profondeurs cette formation renferme également des roches cristallines et calcaires, également très altérées. Les textures de sol sont limoneuses et argileuses.
La partie méridionale du territoire correspond à une vallée ouverte sans cours d'eau important, dénommée Bièvre-Valloire par les géographes et positionnée entre celle de l'Isère, au sud et dont elle est séparée par le Plateau de Chambaran

### Climat
Pour des articles plus généraux, voir Climat d'Auvergne-Rhône-Alpes et Climat de l'Isère.
En 2010, le climat de la commune est de type climat des marges montargnardes, selon une étude du Centre national de la recherche scientifique s'appuyant sur une série de données couvrant la période 1971-2000. En 2020, Météo-France publie une typologie des climats de la France métropolitaine dans laquelle la commune est exposée à un climat de montagne ou de marges de montagne et est dans la région climatique Moyenne vallée du Rhône, caractérisée par un bon ensoleillement en été (fraction d’insolation > 60 %), une forte amplitude thermique annuelle (4 à 20 °C), un air sec en toutes saisons, orageux en été, des vents forts (mistral), une pluviométrie élevée en automne (250 à 300 mm).
Pour la période 1971-2000, la température annuelle moyenne est de 10,8 °C, avec une amplitude thermique annuelle de 17,5 °C. Le cumul annuel moyen de précipitations est de 997 mm, avec 9,3 jours de précipitations en janvier et 6,4 jours en juillet. Pour la période 1991-2020, la température moyenne annuelle observée sur la station météorologique de Météo-France la plus proche, « Grenoble-Saint-Geoirs », sur la commune de Saint-Étienne-de-Saint-Geoirs à 19 km à vol d'oiseau, est de 11,5 °C et le cumul annuel moyen de précipitations est de 915,1 mm,. Pour l'avenir, les paramètres climatiques de la commune estimés pour 2050 selon différents scénarios d'émission de gaz à effet de serre sont consultables sur un site dédié publié par Météo-France en novembre 2022.

### Hydrographie
Le territoire de la commune est longé, à l'est, par le Suzon, un affluent de la Varèze et donc un sous-affluent du Rhône.

### Voies de communication
Le territoire communal est traversé par les routes départementales 37 (RD37) et 51 (RD51).

## Urbanisme

### Typologie
Au 1er janvier 2024, Pommier-de-Beaurepaire est catégorisée commune rurale à habitat dispersé, selon la nouvelle grille communale de densité à sept niveaux définie par l'Insee en 2022.
Elle est située hors unité urbaine et hors attraction des villes,.

### Occupation des sols
L'occupation des sols de la commune, telle qu'elle ressort de la base de données européenne d’occupation biophysique des sols Corine Land Cover (CLC), est marquée par l'importance des territoires agricoles (77,3 % en 2018), une proportion sensiblement équivalente à celle de 1990 (77,5 %). La répartition détaillée en 2018 est la suivante : 
zones agricoles hétérogènes (36,5 %), forêts (22,4 %), terres arables (21,6 %), prairies (19,2 %), zones urbanisées (0,3 %). L'évolution de l’occupation des sols de la commune et de ses infrastructures peut être observée sur les différentes représentations cartographiques du territoire : la carte de Cassini (XVIIIe siècle), la carte d'état-major (1820-1866) et les cartes ou photos aériennes de l'IGN pour la période actuelle (1950 à aujourd'hui).

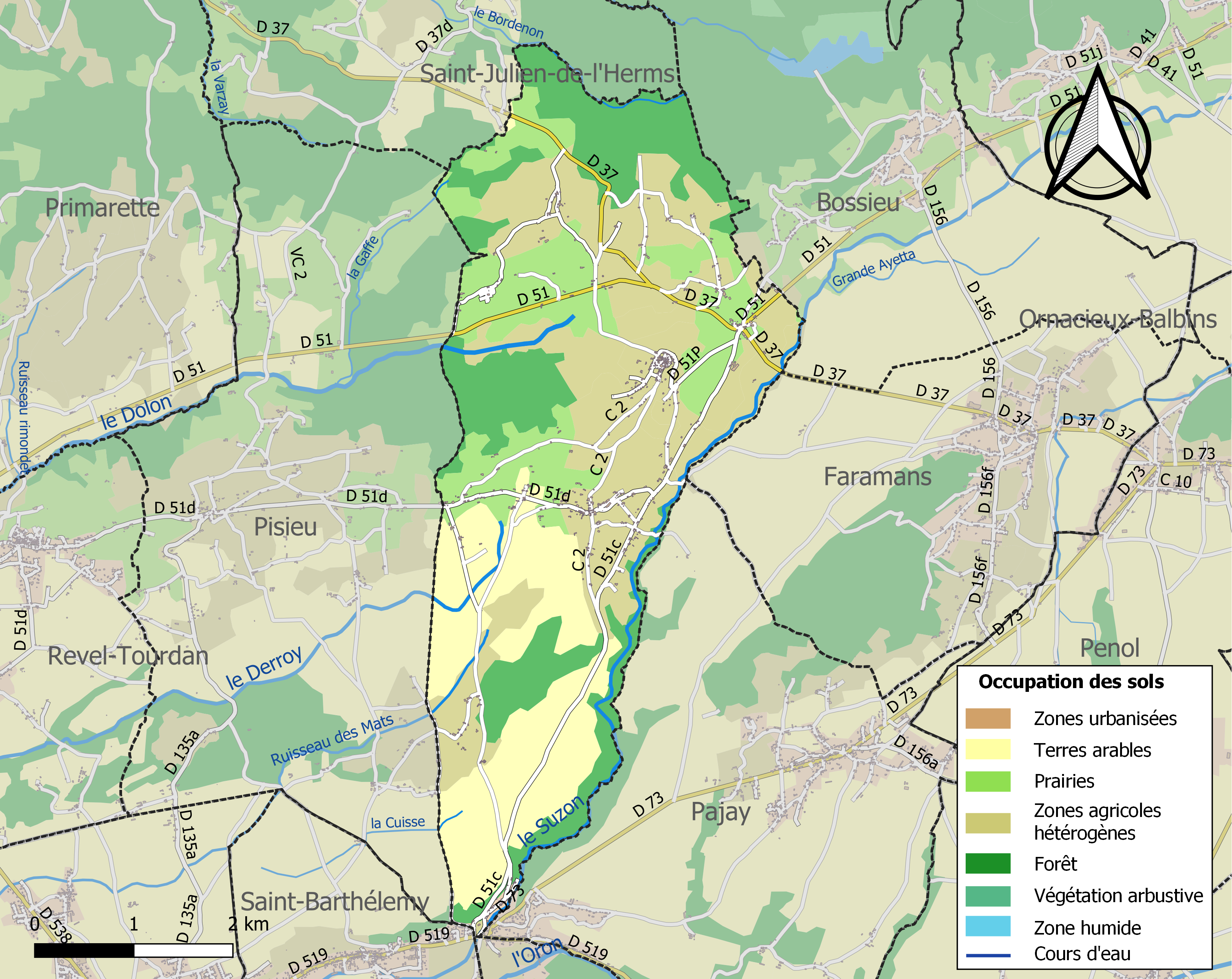
Carte des infrastructures et de l'occupation des sols de la commune en 2018 (CLC).

### Risques naturels et technologiques

#### Risques sismiques
L'ensemble du territoire de la commune de Pommier-de-Beaurepaire est situé en zone de sismicité no 3 (sur une échelle de 1 à 5), comme la plupart des communes de son secteur géographique.
| Type de zone | Niveau            | Définitions (bâtiment à risque normal) |
| ------------ | ----------------- | -------------------------------------- |
| Zone 3       | Sismicité modérée | accélération = 1,1 m/s2                |

## Politique et administration

### Liste des maires
| Période                                  | Période    | Identité          | Étiquette | Qualité                                            |
| ---------------------------------------- | ---------- | ----------------- | --------- | -------------------------------------------------- |
| 1905                                     | 1908       | Jean Vivier       |           |                                                    |
| 1908                                     | 1915       | Pierre Monnet     |           |                                                    |
| 1915                                     | 1921       | Prosper Bourgarit |           |                                                    |
| 1921                                     | 1936       | Émilien Roux      |           |                                                    |
| 1936                                     | 1944       | Émile Cretin      |           |                                                    |
| 1944                                     | 1965       | Vital Argoud      |           |                                                    |
| 1965                                     | 1971       | Gabriel Rival     |           |                                                    |
| 1971                                     | 1977       | Émilien Baule     |           |                                                    |
| 1977                                     | 2001       | André Ballerand   |           |                                                    |
| mars 2001                                | avril 2008 | Michel Baule      |           |                                                    |
| avril 2008                               | mai 2020   | Mireille Bouvier  | SE        | Retraitée de la fonction publique[réf. nécessaire] |
| mai 2020                                 | mars 2021  | Bernard Coudert   |           | Contremaître, agent de maîtrise                    |
| mars 2021                                | En cours   | Michel Pascal     |           | Cadre administratif et commercial d'entreprise     |
| Les données manquantes sont à compléter. |            |                   |           |                                                    |

## Population et société

### Démographie
L'évolution du nombre d'habitants est connue à travers les recensements de la population effectués dans la commune depuis 1793. Pour les communes de moins de 10 000 habitants, une enquête de recensement portant sur toute la population est réalisée tous les cinq ans, les populations de référence des années intermédiaires étant quant à elles estimées par interpolation ou extrapolation. Pour la commune, le premier recensement exhaustif entrant dans le cadre du nouveau dispositif a été réalisé en 2006.

En 2022, la commune comptait 731 habitants, en évolution de +3,84 % par rapport à 2016 (Isère : +3,07 %, France hors Mayotte : +2,11 %).
| 1793  | 1800 | 1806  | 1821 | 1831  | 1836  | 1841  | 1846  | 1851  |
| ----- | ---- | ----- | ---- | ----- | ----- | ----- | ----- | ----- |
| 1 006 | 844  | 1 000 | 932  | 1 066 | 1 037 | 1 117 | 1 105 | 1 153 |

| 1856  | 1861  | 1866  | 1872  | 1876  | 1881  | 1886  | 1891 | 1896 |
| ----- | ----- | ----- | ----- | ----- | ----- | ----- | ---- | ---- |
| 1 203 | 1 084 | 1 077 | 1 022 | 1 030 | 1 031 | 1 016 | 985  | 916  |

| 1901 | 1906 | 1911 | 1921 | 1926 | 1931 | 1936 | 1946 | 1954 |
| ---- | ---- | ---- | ---- | ---- | ---- | ---- | ---- | ---- |
| 881  | 917  | 920  | 809  | 751  | 717  | 692  | 690  | 602  |

| 1962 | 1968 | 1975 | 1982 | 1990 | 1999 | 2006 | 2011 | 2016 |
| ---- | ---- | ---- | ---- | ---- | ---- | ---- | ---- | ---- |
| 551  | 496  | 475  | 530  | 571  | 583  | 658  | 700  | 704  |

| 2021 | 2022 | - | - | - | - | - | - | - |
| ---- | ---- | - | - | - | - | - | - | - |
| 724  | 731  | - | - | - | - | - | - | - |

### Enseignement
La commune est rattachée à l'académie de Grenoble.

### Médias
Historiquement, le quotidien à grand tirage Le Dauphiné libéré consacre, chaque jour, y compris le dimanche, dans son édition de Vienne Nord-Isère, un ou plusieurs articles à l'actualité de la ville, ainsi que des informations sur les éventuelles manifestations locales, les travaux routiers, et autres événements divers à caractère local.
Ici Isère est la radio publique qui émet sur son territoire ainsi que dans tout le département de l'Isère.

### Culte
La communauté catholique de Pommier-de-Beaurepaire et son église (propriété de la commune) relève de la paroisse Paroisse Saint Benoît du pays de Beaurepaire qui regroupe treize églises de la région. Cette paroisse dont le siège (maison paroissiale) se situe à Beaurepaire, est rattachée au Diocèse de Grenoble-Vienne.

## Culture et patrimoine

### Lieux et monuments
- Chapelle Notre-Dame de Tournin, XVIe siècle
- Église paroissiale Saint-Romain, XIXe siècle
- Ancien château de Pommier
- Maison Ginet, fin XVIe siècle, début XVIIe siècle
- Maison Roux 1669
- Maison Pellet : porte d'entrée 1687
- Croix et source miraculeuse de Tournin
- Bibliothèque municipale :

Cet équipement municipal a été inauguré en octobre 2013. Le bâtiment a été conçu par l'architecte Bruno Quemin. La bibliothèque présente une superficie de 120 m2 et offre un large choix de documents à consulter ou à emprunter (livres, livres enregistrés et en large vision, CD audio). Des animations sont régulièrement organisée dans la salle d'animations de 70 m2.

### Personnalités liées à la commune
- Jean-Pierre du Teil (1722-1794), général de division de la Révolution française.
- Napoléon Bonaparte a résidé à plusieurs reprises à Pommier-de-Beaurepaire, accompagnant le Baron du Teil venu constater les dégâts des émeutes de la Révolution sur ses terres. Sa dernière visite date d'août 1791[23].

### Héraldique
|  | Pommier-de-Beaurepaire possède des armoiries dont l'origine et le blasonnement exact ne sont pas disponibles. |